# Winnipeg Lucania FC
Der Winnipeg Lucania Football Club oder kurz Winnipeg Lucania FC bzw. Lucania FC ist ein Fußballverein aus der kanadischen Stadt Winnipeg, der Hauptstadt und größten Stadt der Provinz Manitoba. Der offiziell 1971 gegründete Verein gilt als einer der erfolgreichsten Amateurfußballvereine Kanadas und wurde im Jahr 2011 von der Canadian Soccer Association, dem kanadischen Fußballverband, zum erfolgreichsten Amateurfußballteam gewählt.

## Geschichte
Der Winnipeg Lucania Football Club wurde im Jahre 1971 in der Winnipeg, der Hauptstadt und größten Stadt der kanadischen Provinz Manitoba, gegründet und entwickelte sich vor allem ab den späteren 1980er Jahren zu einem der erfolgreichsten kanadischen Amateurfußballvereine und zum erfolgreichsten Amateurfußballklub Manitobas. Die größten Erfolge verzeichnete der Klub 1987 und 2000 mit dem Gewinn der Goldmedaille im National Challenge Cup, der heutigen Challenge Trophy. Das Turnier gilt als einer der ältesten Fußballwettkämpfe Kanadas und ist das höchste Turnier im kanadischen Amateurfußball. Am Turnier treten die Meister bzw. Champions aus den jeweiligen Provinzen gegeneinander an und ermitteln dabei den besten Amateurklub des Jahres. In den Jahren 1989, 1991 und 1997 belegte jeweils den dritten Platz (Bronzemedaille) in diesem Wettkampf.
Mit Stand 2008 soll Lucania zehn Mal den Manitoba Soccer Association Cup, zweimal die Manitoba Major Soccer League und einmal die Manitoba Central Soccer League gewonnen haben. Des Weiteren war der Klub mit 14 Titeln in ebenso vielen Jahren Seriensieger in der Molson Super Soccer Alliance League. Im letzten Jahr ihres Bestehens – der Wettkampf wurde von 1988 bis 2001 14 Mal ausgetragen – rangierte neben dem Lucania FC punktegleich ein weiteres Team auf dem ersten Tabellenplatz. Am Ende kam es zu einer Ligaentscheidung, woraufhin das Team, das in den Play-offs weiterkam, zum Liga-Champion erklärt wurde. Der Winnipeg Lucania FC setzte sich daraufhin in den Play-offs durch und konnte das Turnier somit in jedem Jahr seiner Austragung für sich entscheiden.
In den Jahren 1994 bis 1998 blieb Lucania in der Molson Super Soccer Alliance League ungeschlagen und konnte auf ein sehr erfolgreiches Spieljahr 1997 zurückblicken. In 48 wettbewerbsübergreifenden Spielen blieb der Klub im Jahr 1997 ungeschlagen, brachte es dabei auf 44 Siege und vier Unentschieden und konnte Titel in der MSSA League, dem MSA Cup, dem MSSA League Play-off, dem Winnipeg Tournament, dem Thunderbay Tournament und die Bronzemedaille im National Challenge Cup verzeichnen.
Den letzten größeren Erfolg feierte der Verein im Jahr 2010.
In einem Dokument des kanadischen Fußballverbands, das die Geschichte der Canadian Club Championships (CCC), insbesondere der heutigen Challenge Trophy, beleuchtet, wurden Mannschaften aufgrund ihrer Leistungen im Zeitraum von 1984 bis 2010 bewertet. In diesem Dokument rangierte Lucania im Herrenbereich mit 75 Punkten auf dem ersten Platz, gefolgt von Edmonton Italia mit 74 Punkten auf dem zweiten Platz und Calgary Caledonian mit 72 Punkten auf Rang 3. Als Ausgangsjahr wurde das Jahr 1984 gewählt, da in diesem Jahr die Regularien auf den im Jahr 2010 noch immer aktuellen Stand gebracht worden waren und Teams fortan auf rein nationaler Ebene in den jeweiligen Altersgruppen gegeneinander antraten. In den 27 Jahren waren in den Canadian Club Championships 351 verschiedene Vereine vertreten.
Im Jahr 2020 wurde die Mannschaft von 1987 in die Manitoba Soccer Hall of Fame gewählt. Die Mannschaft hatte den ersten Titel eines Teams aus Manitoba seit den Manitoba Selects im Jahre 1970 gewonnen.

## Bekannte Spieler, Trainer und Funktionäre
- Rob Gale
- Tyson Farago
- Robin Hart

## Erfolge
(Stand: 2008)
National Challenge Cup
- 2× Gold: 1987 und 2000
- 3× Bronze: 1989, 1991 und 1997

Manitoba Soccer Association Cup
- 10×: 1987, 1989, 1991, 1994, 1997, 1999, 2000, 2001, 2004 und 2005

Manitoba Major Soccer League
- 2×: 2005 und 2008

Molson Super Soccer Alliance League
- 14×: 1988, 1989, 1990, 1991, 1992, 1993, 1994, 1995, 1996, 1997, 1998, 1999, 2000 und 2001

Manitoba Central Soccer League
- 1×: 1987

Thunderbay International Soccer Tournament
- 11×: 1987, 1989, 1991, 1993, 1994, 1995, 1997, 1998, 1999, 2000 und 2002

Winnipeg League Play-off
- 12×: 1989, 1991, 1992, 1993, 1994, 1995, 1997, 1998, 1999, 2000, 2001 und 2005

Winnipeg/Muddy Waters Tournament
- 8×: 1988, 1989, 1991, 1992, 1994, 1995, 1997 und 2001

Weitere Erfolge
- Wahl zum Manitoba Sports Team of The Year 2000
- Wahl der Mannschaft von 1987 in die Manitoba Soccer Hall of Fame: 2020[4]
- fünfmaliger Erhalt der The Manitoba Order of Sports Excellence
- vier Jahre ungeschlagen in der Molson Super Soccer Alliance League: 1994 bis 1998
- ungeschlagenes Spieljahr 1997 mit 44 Siegen und vier Unentschieden, sowie Titel in der MSSA League, dem MSA Cup, dem MSSA League Play-off, dem Winnipeg Tournament, dem Thunderbay Tournament und der Bronzemedaille im National Challenge Cup